# 東橋 (札幌市)

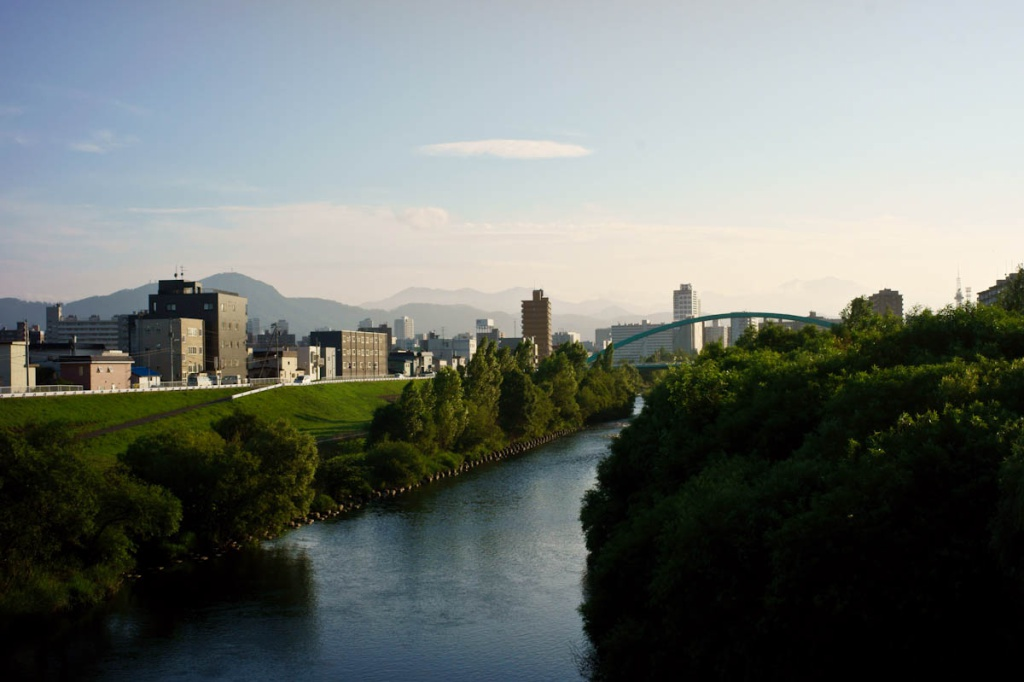
東橋から見た豊平川上流（2010年7月）

東橋（あずまばし）は、札幌市の豊平川にかかる橋。

## 概要
人が通れる橋としては豊平川で2番目に架けられた橋になる。札幌市の主要幹線道路である国道12号（札幌江別通）の橋であり、中央区側（北1条雁来通）の交差点は国道275号の起点となっている。

## 歴史
1890年（明治23年）に江別通（札幌～白石～江別）が開通し、豊平川に40mの吊橋と78mの連続した板橋が架けられた。橋の名前は札幌の東にあること、皇室典範の制定により後の大正天皇が東宮（皇太子）となられたことから「東橋」と名づけた。橋の開通後は札幌市街との交流が盛んになり、白石村・上白石村の戸数が増加した。ところが、1898年（明治31年）の水害で橋が壊れしまい、洪水による大きな被害で戸数が激減した。その後も何度も破損と流失を繰り返しており、1929年（昭和4年）春の水害でも流失した。1930年（昭和5年）には豊平橋に次ぐ堅牢構造の橋を架設する前提で現在の位置よりも上流約150mの地点に仮橋を架けた。この仮橋は1942年（昭和17年）と1948年（昭和23年）の洪水で破損し改修したが、1949年（昭和24年）の洪水では橋脚が沈下してしまい橋桁の一部が流失してしまった。
1951年（昭和26年）、現在の位置に橋脚5基のゲルバー橋（トラス橋）を架橋した。当時は片側1車線であったが、交通量の増加に伴い1969年（昭和44年）に下流橋（下り線）を架設して4車線にした。
2001年度（平成13年度）から周辺の混雑解消と沿道環境の改善を図るため、国道275号の4車線拡幅、上流橋（上り線）架け替えと拡幅を行う「苗穂交差点」事業が開始された。2003年度（平成15年度）に国道275号の拡幅が部分供用し、2013年度（平成25年度）に上流橋の架け替え工事が完了した。

## 周辺
苗穂駅周辺では再開発事業（都市再開発）が進行中である。
| 中央区 - 北海道旅客鉄道（JR北海道）函館本線・千歳線 苗穂駅 - スズキアリーナ東橋 - マルハン苗穂店 | 白石区 - ネッツトヨタ札幌東橋店 - 札幌市立東橋小学校 - 札幌市衛生研究所 |